# Monica Safania
Monica Safania (* 9. Oktober 1990) ist eine kenianische Leichtathletin, die sich auf den Sprint spezialisiert hat.

## Sportliche Laufbahn
Erste internationale Erfahrungen sammelte Monica Safania bei den World Athletics Relays 2021 im polnischen Chorzów, bei denen sie mit der kenianischen 4-mal-200-Meter-Staffel mit neuem Landesrekord von 1:38,26 min den fünften Platz belegte. Im Jahr darauf schied sie bei den Afrikameisterschaften in Port Louis mit 12,23 s in der ersten Runde im 100-Meter-Lauf aus und belegte mit der Staffel in 45,17 s den vierten Platz. 2024 kam sie bei den Afrikameisterschaften in Douala mit 12,19 s im Vorlauf über 100 Meter aus und belegte im Staffelbewerb in 46,63 s den siebten Platz.
2019 wurde Safania kenianische Meisterin im 100-Meter-Lauf.

## Persönliche Bestzeiten
- 100 Meter: 11,75 s (+0,3 m/s), 25. Juni 2022 in Nairobi
- 200 Meter: 24,06 s (−0,5 m/s), 24. Juni 2022 in Nairobi